# 逐级挑战制
逐级挑战制（英語：Stepladder），是体育竞赛中一种赛制。首先由季后赛排名较低的两队交战，胜者再挑战高一级的队伍，直到最后的决赛。
例如韩国围棋联赛的季后赛：联赛第五名先挑战联赛第四名，胜者再挑战第三名（每次均为三局两胜制），以此类推，直到决出冠军。
中国围棋甲级联赛在2019年改革后，其季后赛赛制亦类似：16支队伍分为争冠组、保级组。争冠组的第一轮是第五vs第八、第六vs第七，胜者分别和第四、第三挑战，胜者再和第一、第二挑战，最后的两支胜者展开决赛争夺。保级组则是第九vs第十二、第十vs第十一、胜者保级，败者分别挑战第十三、第十四，败者再和第十五、第十六角逐，最后失败的队伍将降入中国围棋乙级联赛。（每场均为两回合淘汰赛、共八盘棋，其中一盘为“主将”战；总比分战成4-4时，主将胜的队伍获胜。）